# Theodore Dikanda
Erich Theodore Dikanda (ur. 2 czerwca 1966 w Lidköping lub Stora Levene) – szwedzki zapaśnik walczący w stylu wolnym. Olimpijczyk z Seulu 1988, gdzie odpadł w eliminacjach w kategorii 62 kg.
Zajął dziewiąte miejsce na mistrzostwach świata w 1987. Ósmy na mistrzostwach Europy w 1988 roku.